# 帕特·法倫
帕特·法倫（英語：Patrick Edward Fallon，1967年12月19日—）是美国的一位政治家，所屬政黨是共和黨。自2021年開始，他擔任德克萨斯州第4選區選出的聯邦眾議員。